# Daniela Forever
Daniela Forever és una pel·lícula de ciència-ficció i drama romàntic de 2024 escrita i dirigida per Nacho Vigalondo. La seva trama segueix un jove (Henry Golding) que reviu el seu amor perdut (Beatrice Grannò) a través de somnis lúcids, amb conseqüències no desitjades. S'ha subtitulat al català.
La pel·lícula es va estrenar al Festival Internacional de Cinema de Toronto de 2024. Es va estrenar als cinemes espanyols per Filmax el 21 de febrer de 2025.

## Argument
La trama està ambientada a Madrid. Afrontant amb inquietud la tràgica pèrdua de la seva parella, Daniela, Nicolas s'uneix a un assaig clínic que ofereix una reconstrucció de Daniela mitjançant somni lúcids.

## Repartiment
- Henry Golding com a Nicolas[3]
- Beatrice Grannò com a Daniela[3]
- Rubén Ochandiano com a Garrido[4]
- Aura Garrido com a Teresa[5]
- Nathalie Poza com a Victoria[5]
- Pilar Bergés com a Susi[4]
- Rocío Saiz com a Catalina[4]
- Frank Feys com a doctor Raymond[4]

## Producció
La pel·lícula és una coproducció hispano-belga de Sayaka Producciones, Wrong Men, Señor y Señora i Mediacrest Entertainment amb finançament de l’ICAA, Wallimage, Filmin i Movistar Plus+.. XYZ Films va gestionar les vendes. El febrer de 2023, el projecte es va revelar, amb Nacho Vigalondo com a director i Henry Golding com a actor principal. Aleshores, Vigalondo va declarar que esperava que la història expliqués "tot el que vull dir sobre l'amor, els somnis i Madrid". Més tard, a l'abril de 2023, Beatrice Grannò es va unir al repartiment com a coprotagonista. El juliol de 2023, es va informar que Rubén Ochandiano formava part de la pel·lícula, i Ochandiano va informar que Aura Garrido i Nathalie Poza serien companys del repartiment. El rodatge va tenir lloc a Madrid.

## Llançament
Seleccionada com a pel·lícula d'obertura del concurs Platform Prize del Festival Internacional de Cinema de Toronto de 2024, la pel·lícula fou estrenada el 6 de setembre de 2024. També va arribar a la llista del Fantastic Fest de 2024 (per a la seva estrena als Estats Units) i a la selecció oficial del LVII Festival Internacional de Cinema Fantàstic de Catalunya (per a la seva estrena europea).
Distribuïda per Filmax, la pel·lícula estava previst que s'estrenés a les sales d'Espanya el 28 de febrer de 2025. Posteriorment, la data d'estrena a les sales es va avançar una setmana fins al 21 de febrer de 2025.

## Recepció
Al lloc web de l'agregador de ressenyes Rotten Tomatoes, el 83% de les 23 crítiques són positives, amb una valoració mitjana de 6,8/10.
Jourdain Searles d'IndieWire va donar a la pel·lícula una qualificació 'B', i va escriure que "hi ha alguna cosa a dir sobre una història d'amor que no té por d'admetre que un dels amants no és l'encantador  que sembla ser".
Chase Hutchinson de TheWrap va escriure que la pel·lícula "té por de somiar en gran, sense deixar de ser res més que un malson banal".
Olivia Popp de Cineuropa va jutjar que és molt més gratificant "llegir la pel·lícula menys com una barreja de ciència-ficció i romàntic que un viatge d'existencialisme de ciència-ficció que interroga la naturalesa del desig, l'afecció i la solitud".
Raquel Hernández Luján de HobbyConsolas ha donat a la pel·lícula 75 punts ('bo'), i va escriure que Vigalondo explica una història "en què l'art, el somni i el dol s'uneixen d'una manera visualment enlluernadora, encara que hi hagi girs i voltes que sacsegen la narració".
Fausto Fernández de Fotogramas va valorar la pel·lícula amb 4 de 5 estrelles, declarant-la "un meravellós acte d'amor, egoista, manipulador però, en definitiva, ple de sinceritat i sacrifici".
Rubén Romero Santos de Cinemanía va valorar la pel·lícula amb 4½ estrelles sobre 5, considerant-la "una crítica a l'escapisme" i "una reivindicació del sentit estoic de la vida".